# Plymouth (Maine)
Plymouth város az USA Maine államában, Penobscot megyében. Lakosainak száma 1325 fő (2020. április 1.).

## Népesség
A település népességének változása:

| 2010 | 1 380 |
| 2020 | 1 325 |